# Exoudun
Exoudun é uma comuna francesa na região administrativa da Nova Aquitânia, no departamento de Deux-Sèvres. Estende-se por uma área de 25,95 km². Em 2010 a comuna tinha 582 habitantes (densidade: 22,4 hab./km²).